# Vyskočil
Vyskočil (Vyskočilová; varianty: Wiskotschil, Wiskotschill, Wiskoczil, Wiszkocsil (Wißkocsil), Wiskocsil, Wiskotzil) je příjmení následujících osob:
- Albert Vyskočil (1890–1966) – český literární historik, kritik a překladatel
- Anife Vyskočilová (* 1974) – bulharská tanečnice, moderátorka a herečka
- Augustin Vyskočil (1852–1922) – český kapelník Národního divadla
- František Vyskočil (* 1941) – český neurofyziolog
- Ivan Vyskočil (1929–2023) – český spisovatel, psycholog a herec
- Ivan Vyskočil (1946) (* 1946) – český herec
- Josef Vyskočil (1895–?) – český malíř, grafik a motorista
- Juraj Vyskočil (1881–1951) – slovenský a československý politik, meziválečný starosta Trnavy a senátor za živnostenskou stranu [1]
- Ladislav Vyskočil (1953–2009) – český malíř, scénograf, kostýmní výtvarník, oděvní výtvarník, designér
- Luděk Vyskočil (* 1968) – český fotbalista
- Ludmila Vyskočilová (* 1935) – mezzosoprán
- Martin Vyskočil (* 1982) – český fotbalista
- Oto Vyskočil (1959–2013) – český fotbalista
- Pavol Vyskočil (* 1941) – slovenský fotbalista
- Pavel Vyskočil, (1882–1970)
- Quido Maria Vyskočil (Antonín Ludvík Vyskočil; 1881–1969) – český spisovatel
- Rudolf Wiszkoczil (Wiskocsil, Wißkocsil, Wiskoczil, Werian) (1870–1925) – rakouský architekt ze školy Friedricha von Schmidt
- Thaddäus Ignatius Wiskotschill (Wiskotschil, Wiskotzil), čes. Tadeáš Ignác Vyskočil (1753–1795) – drážďanský sochař původem z Prahy
- Vratislav Vyskočil (* 1949) – český zpěvák

podobné
- Lubor Vyskoč – český básník
- Lubomír Vyskoč
- Martin Vyskoč (* 1977) – slovenský fotbalista
- Mária Vyskočová